# Prueba de fuego

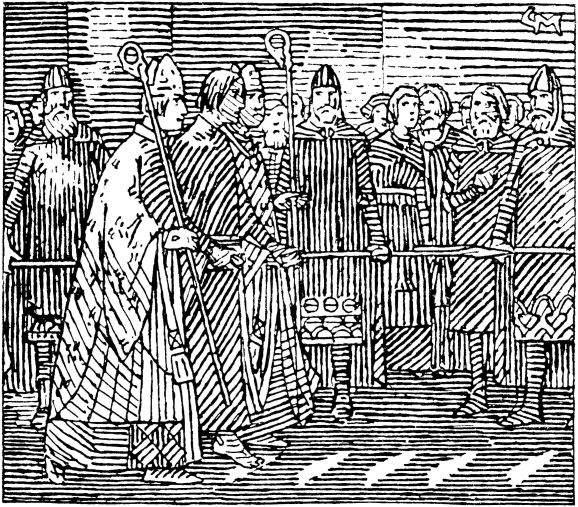
Prueba de fuego de Harald Gille, presunto hijo de Magnus III de Noruega. Harald camina descalzo sobre hierros ardientes para probar su ascendencia real. Ilustración de Gerhard Munthe (1899).

La prueba del fuego o prueba de fuego era un tipo de ordalía o juicio de Dios practicado en la antigüedad y en la Edad Media en que se empleaba el fuego para confirmar o negar una acusación y en que, presuntamente, a través de la ayuda divina no se sufrían quemaduras graves si se era inocente. 
A lo largo de la historia se ha perdido el sentido original hasta llega a significar una prueba decisiva en cualquier actividad con la que se pretende revalidar la capacidad o la validez de un proyecto o persona, como por ejemplo lo sería la prueba de funcionamiento de una nueva máquina.

## Juicio de Dios
La prueba de fuego pertenecía a los juicios divinos medievales para demostrar la culpabilidad o inocencia del acusado. No se debe confundir con la tortura, que era empleada para hacer confesar al reo.
La prueba de fuego era, al igual que otros juicios de Dios, empleada habitualmente ya por los germanos, los anglosajones y los vikingos.
Existían diversas variantes
- el acusado debía andar descalzo sobre seis u ocho rejas de arado al rojo vivo,
- el acusado debía transportar un hierro al rojo vivo una distancia de nueve pies o más
- el acusado debía poner la mano en el fuego

Si el acusado permanecía indemne o si sus heridas no supuraban, se creía que su inocencia estaba probada, en caso contrario era condenado.
Al igual que otros juicios divinos la prueba de fuego desapareció en los siglos XII y XIII y se sustituyó por la justicia civil.

## Caballería
Un sentido específico tiene la expresión de prueba de fuego que fue empleada en la época feudal tardía. La prueba, es decir, haber estado bajo el fuego enemigo, se convirtió en requisito indispensable para que un oficial fuera nombrado caballero. Debido a la creciente especialización, en muchos ejércitos no era posible adquirir tras treinta años de servicio el estado de caballero en condiciones de batalla (prueba de fuego). A finales del renacimiento, al hacerse más escasas las guerras, cada vez fue más frecuente encontrar a oficiales que no hubieran pasado la prueba.
Esta expresión fue extendida más tarde a algunos tipos de carrera civil.